# Ak-moskee
Ak-moskee is een 19e-eeuwse moskee in Khiva, in het zuiden van Oezbekistan. Het staat in Itsjan Kala, de ommuurde oude stad van Khiva, die op de Werelderfgoedlijst staat. Ze werd tussen 1838 en 1842 gebouwd op oudere fundamenten uit de zeventiende eeuw.
De moskee bestaat uit een vierkante, koepelvormige ruimte (6,35 x 6,35 m), aan drie zijden omgeven door een portiek (iwan). De totale afmeting bedraagt 25,5 x 13,5 meter.